# SFX
SFX (Special Effects) je link server firmy ExLibris založený na standardu OpenURL. SFX vytvořili informatici z knihovny Univerzity v Gentu Herbert Van de Sompel a Patrick Hochstenbach. SFX je účinnou pomůckou pro práci s elektronickými informačními zdroji (tzn. snadné vyhledávání a zjišťování informací o databázích, elektronických časopisech, elektronických knihách). Má přibližně 2400 instalací ve 40 zemích světa.

## Služby SFX
SFX má význam jak pro knihovníky, tak pro samotné uživatele knihovny. Pomocí SFX se dá zjistit, zda je dokument dostupný on-line (jako plný text či abstrakt), jestli je volně dostupný nebo zda ho lze objednat pomocí Služby dodávání dokumentů. Dále odkazuje na katalogy knihoven obsahující daný dokument, tudíž lze zjistit jeho aktuální výpůjční status. To usnadňuje práci jak knihovníka (Meziknihovní výpůjční služba, Mezinárodní meziknihovní výpůjční služba), tak i uživatele, který zjistí, kde se daný dokument nachází a jak postupovat při jeho získání. 
Součástí je link na citace.com, kde se automaticky předvyplní formulář pro generování citace daného dokumentu. SFX odkazuje i na Google Book Search a Google Scholar, které umí vyhledat dokumenty s tematicky podobným zadáním nebo např. stejným autorem. Zajímavou službou je linkování na recenze dokumentů v internetových knihkupectvích (např. Amazon.com, Vltava.cz) nebo encyklopedické informace o autorech.

## Jak SFX pracuje
V souvislosti s SFX mluvíme o SFX serveru, SFX zdroji a SFX cíli. Zdrojem je zde databáze nebo jiné informační prameny (např. katalog), v nichž uživatel vyhledává a cílem databáze, na které SFX odkazuje (např. plnotextové báze dat, elektronické knihy, informace o dostupnosti dokumentu, zhotovení citace …). SFX zdroj posílá metadata ve formátu OpenURL SFX serveru, ten je zpracovává a na pokyn uživatele otevírá okna k SFX cíli. Základem je rozsáhlá a propracovaná Centrální znalostní databáze (Central Knowledge Base).
SFX zdroj → SFX Server → SFX cíl 

## Instituce používající SFX
Instalace SFX proběhla v následujících databázích:
- Česká národní bibliografie
- Jednotná informační brána  Archivováno 20. 7. 2020 na Wayback Machine.
- Caslin
- Národní technická knihovna
- Knihovna Univerzity Karlovy
- Moravská zemská knihovna
- a v dalších ...

Zadejte hledaný dokument, klikněte na záznam → vpravo v horní části se ukáže ikona SFX.